# ガールズ・ゴーン・ワイルド
『ガールズ・ゴーン・ワイルド』(Girls Gone Wild)は、マントラ・フィルムによって制作されているビデオシリーズ。1998年に制作が始まり、2010年現在140本以上のビデオが制作されている。
マントラ・フィルムはジョー・フランシスによってカリフォルニア州サンタモニカに設立され、主に"ガールズ・ゴーン・ワイルド"や"ガイズ・ゴーン・ワイルド"などのソフトコアポルノグラフィビデオを販売している会社である。アメリカでは深夜帯にガールズ・ゴーン・ワイルドのCMがテレビで流されている。
2014年、Bang Brosによって買収された。

## 概要
ガールズ・ゴーン・ワイルドの制作は1998年に始まり、2010年現在140本以上のビデオが制作されている。ビデオはソフトコア・ポルノを中心としており、毎回同じような構成となっている。ビデオは、カメラクルーがスプリング・ブレークのビーチやナイトクラブなどの魅力的な若い女性が多い場所を巡回し、胸やお尻を露出してくれた女性にロゴ入りにTシャツや帽子やショーツをプレゼントするというものである。ちなみにカメラクルーの男性は、女性を刺激するようにと美男子ばかりである。女性の中には通称"GGWツアーバス"と呼ばれるバスやホテルやモーテルへ行き、性器の露出やマスターベーション、その他の性行為を行ったりする。ビデオに登場する女性はプロのポルノスターではなく、素人の女性ばかりである。